# 로코트 자치국
로코트 자치국(러시아어: Ло́котское самоуправле́ние Lókotskoye samoupravléniye[*]) 또는 로코트 공화국(Ло́котская республика Lókotskaya respublika[*], 독일어: Republik Lokot)은 1942년 7월부터 1944년 8월까지 러시아 중부 오블라스티 브랸스크주, 오룔주, 쿠르스크주에 존재했던 자치 공화국이었다.
독일 국방군은 1941년 10월에 이 지역에 진입하여 1944년 8월에 강제로 철수하였다. 1941년 11월 독일 점령 당국에 의해 지방 행정부와 경찰이 임명되었다. 1942년 7월 로코트 지역에 6개의 지구가 추가되면서 자치공화국이 수립되었다. 자치구의 이름은 지역의 행정 중심지인 오룔주(현재 브랸스크주)의 로코트 도시형 정착촌에서 유래되었다. 자치권은 8개의 라이온(현재의 브라소프스키, 드미트리예프스키, 오룔주 드미트로프스키, 코마리치스키, 나블린스키, 세브스키, 수젬스키)과 제레즈노고르스키)는 현재의 브랸스크주, 오룔주, 쿠르스크주로 나뉘어 있었다.
로코트 자치국은 브로니슬라프 카민스키와 콘스탄틴 보스코보이니크이 이끄는 러시아 시민정부에 의해 통치되었다. 독일 당국은 제안된 모스크바 제국위원회에서 슈츠슈타펠 하의 협력자를 위한 시험 사례로 역할을 하기 위해 자치권을 확립했다.

## 역사

### 재단
1941년 10월, 나치 독일군은 바르바로사 작전 동안 소련으로 진격했다. 그들은 브랸스크 시 근처의 로코트 지역에 도착하여 1941년 10월 6일에 그곳을 점령했다. 1941년 11월, 브로니슬라프 카민스키(지역 증류소 엔지니어)와 콘스탄틴 보스코보이니크(지역 기술학교 교사)는 독일군 행정부로부터 민정 행정과 지역 경찰 설립을 돕기 위해 접근했다. 보스코보이니크는 독일인에 의해 "로코트 교구"의 시장으로 지정되었다. 카민스키는 보스코보이니크의 대리인이 되었다. 임명된 다른 대리인으로는 스테판 모신과 로만 이바닌(지역 민병대 수장)이 있었는데, 둘 다 전직 수감자들이었다.

### 민병대
처음에는 보스코보이니크가 이끄는 민병대는 200 명 이상이었다. 독일군이 이 지역을 치안하는 데 도움을 주었고 소련 당국이나 소련의 파르티잔, 소련의 전쟁 포로(POWs), 유대인 및 일반 민간인에 대한 수많은 잔혹 행위를 저질렀다. 1942년 1월까지 민병대의 병력은 400명~500명으로 늘어났다.
1942년 1월 8일 알렉산더 사부로프가 이끄는 유격대 공격 중에 보스코보이니크는 치명적인 부상을 입었다. 카민스키가 지휘권을 인수하고 민병대를 더욱 확장했다.
독일군과 협력하여 민병대는 보안 작전을 시작했고, 1942년 봄까지 민병대는 1400명의 무장 병력을 보유하게 되었다. 이 지역의 소련 빨치산 수는 20,000명으로 추산된다. 그들은 육군 집단 센터 작전 지역의 거의 모든 후방을 통제했다.
1942년 6월부터 카민스키의 민병대는 베르너 폰 길사 장군의 전투 그룹 길사 2세의 일부로 보겔상 작전이라는 암호명으로 명명된 주요 반당파 작전에 참여했다.
1942년 10월 카민스키는 로코트 마을을 보스코보이니크 마을로 이름을 변경했다. 자치국의 다른 타운십에 있는 거리도 이름이 변경되었다.
1943년 1월 여단의 수는 9828명이었다. 여단 기갑부대는 총 15대의 차량을 보유하고 있었다:

## 군대

RONA shoulder patches

공화국에는 러시아 민족 해방군, RONA(러시아 해방군)라는 군대가 있었다.

## 레펠 공화국
1943년 8월 말부터 카민스키는 레펠 지역에 새로운 "레펠 공화국"을 세우려고 했으나 지역 주민들의 강력한 반대에 부딪혔다. 당파들이 이 지역을 장악했고 여단은 남은 연도 동안 격렬한 전투에 참여했다.
퇴각하는 동안 여단의 탈영이 크게 증가했으며 전체 대형이 거의 붕괴되는 것처럼 보였다. 제2연대 사령관 타라소프 소령이 모든 연대와 함께 당파에 합류하기로 결정했을 때(그는 연대 전체가 당파에 합류하면 사면을 받았다), 카민스키는 그의 본부로 날아가서 그를 목을 졸라 죽였다고 한다. 그의 부하들 앞에 8명이 더 있었다. 그럼에도 불구하고 이틀 만에 최대 200명이 탈영했다.
1943년 10월 초 여단은 이전 병력의 2/3를 잃었다.
1944년 1월 27일, 하인리히 힘러는 카민스키에게 2급 철십자 훈장과 같은 날 1급 철십자 훈장을 수여했다.
1944년 2월 15일, 카민스키는 여단과 로코트 행정부를 서벨라루스의 지아트라바 지역으로 더 서쪽으로 이전하라는 명령을 내렸다.

## 전쟁범죄
보조 경찰은 그 지역의 유대인 인구를 완전히 학살했다. 수젬카 지역 경찰서장인 프루드니코프가 학살에 가담했다. 수젬카에서는 223명의 유대인이, 나블리야에서는 39명이 총살됐다.

## 전쟁 후
유럽에서 제2차 세계 대전이 끝난 후, 이전 RONA 및 Lokot 요원 중 일부는 서방 연합군에 의해 소련으로 송환되었다. 1946년 말, 소련 대법원 군사 협의회는 유리 프롤로프, 스테판 모신 및 기타 여러 사람에게 사형을 선고했다. 1950년대와 1960년대에 자치정부의 전직 관리 몇 명이 국가보안위원회(KGB)에 의해 체포되었다. 그들 중 일부는 또한 사형을 선고받았는데, 특히 1978년에 발견되어 1979년에 처형된 로코트 자치국의 사형집행인 안토니나 마카로바-긴즈부르크가 있었다.

## 문화적
아나톨리 이바노프는 그의 소설 영원한 부름(러시아어: Вечный зов)과 해당 TV 속편에서 로코트 공화국을 묘사했다. 소련에서 유행했던 것이다.

## 같이 보기
- 러시아 해방군
- 러시아 해방 운동

## 저서
- Haslinger, Peter; Tönsmeyer, Tatjana, 편집. (2021). 《Fighting Hunger, Dealing with Shortage (2 vols): Everyday Life under Occupation in World War II Europe: A Source Edition》. Brill Publishers. ISBN 9789004461840.
- Yermolov, Igor; Drobyazko, Sergey (2001). 〈1. Оккупация Орловской области и организация Локотского самоуправления〉 [1. The occupation of the Oryol region and the organization of the Lokot self-government]. 《Антипартизанская республика》 [Anti-Partisan Republic] (러시아어). Moscow.